# Avron (Métro Paris)

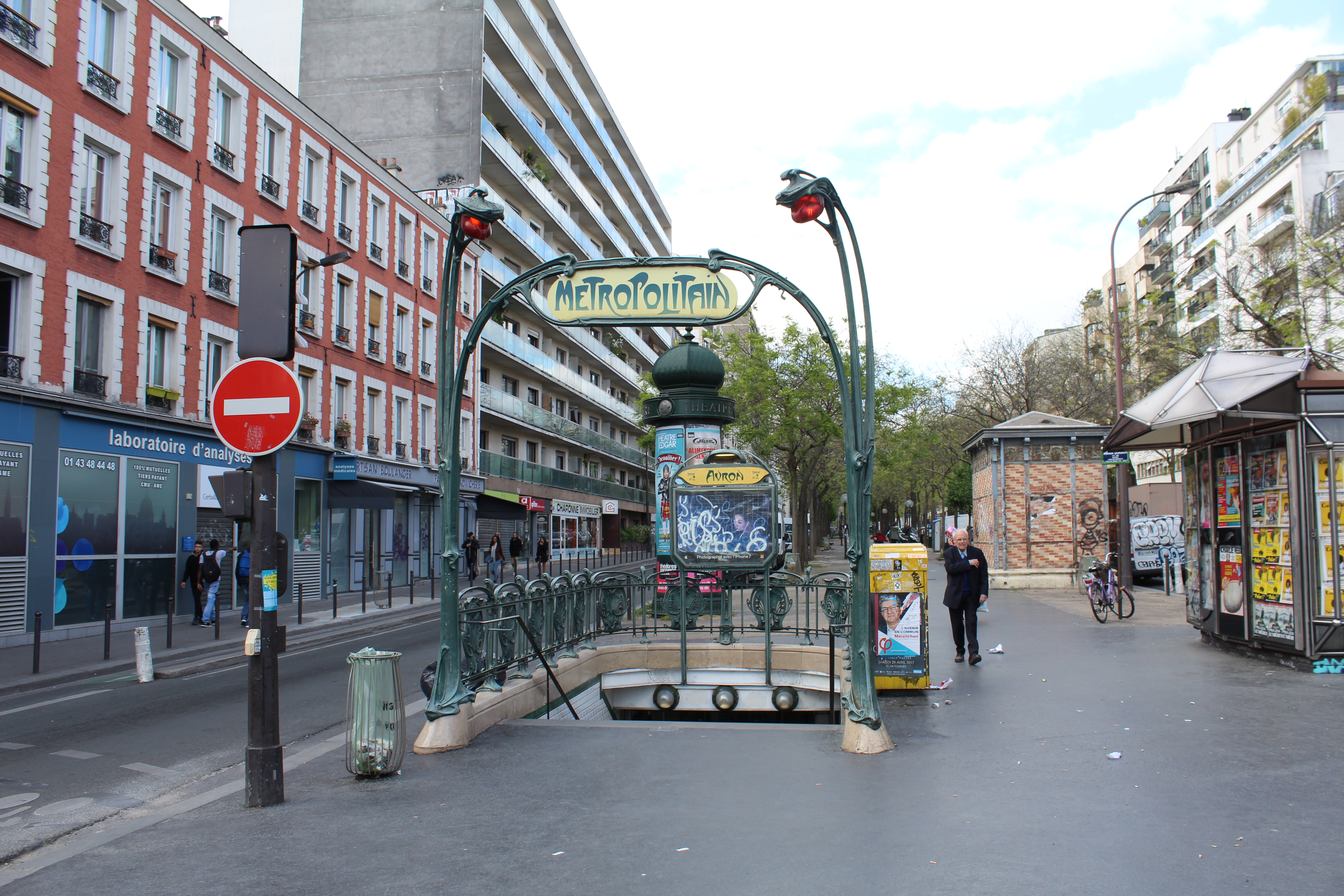
Zugang im Stil des Art nouveau

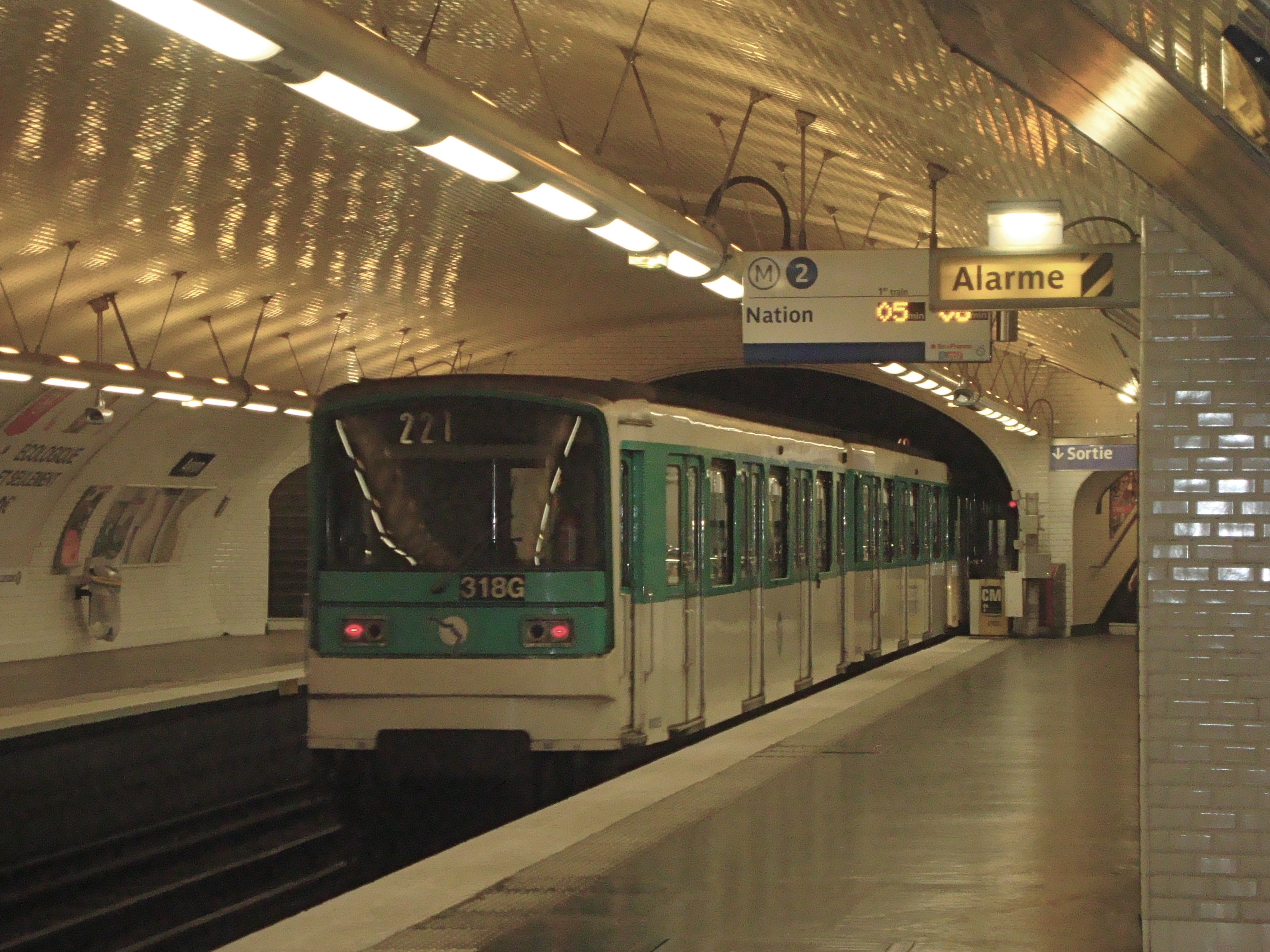
Ausfahrender Zug der Baureihe MF 67, 2010

Der U-Bahnhof Avron [avʁɔ̃] ist eine unterirdische Station der Linie 2 der Pariser Métro.

## Lage
Die Station befindet sich an der Grenze des Quartier Sainte-Marguerite im 11. Arrondissement mit dem Quartier de Charonne im 20. Arrondissement von Paris. Sie liegt längs unter dem Boulevard de Charonne nördlich dessen Kreuzung mit dem Straßenzug Rue de Montreuil – Rue d’Avron.

## Name
Namengebend ist die dort beginnende Rue d’Avron. Die Straße führt in Richtung der östlich von Paris gelegenen Anhöhe Plateau d’Avron, die im Dezember 1870 eine bedeutende Rolle bei der Verteidigung der Stadt im Deutsch-Französischen Krieg spielte.

## Geschichte und Beschreibung
Die Station wurde am 2. April 1903 von der Compagnie du chemin de fer métropolitain de Paris (CMP) eröffnet, als die Linie 2 mit der Eröffnung der Verlängerung von Bagnolet (seit 1970: Alexandre Dumas) nach Nation in ihrer heutigen Ausdehnung vollendet wurde.
Die 75 m lange Station liegt unter einem elliptischen, weiß gefliesten Deckengewölbe. Sie hat 4 m breite Seitenbahnsteige an zwei Streckengleisen und Seitenwände, die der Krümmung der Ellipse folgen. Nördlich der Station befindet sich ein einfacher Gleiswechsel. Der einzige Zugang liegt im Mittelstreifen des Boulevard de Charonne nördlich der Rue d’Avron, er weist das von Hector Guimard entworfene Art-nouveau-Dekor auf.

## Fahrzeuge
Auf der Linie 2 liefen zunächst zweiachsige Fahrzeuge mit Holzaufbauten, die Züge bestanden aus sechs kurzen Beiwagen und einem Triebwagen an jedem Zugende. Von 1914 bis 1981 wurde die Linie von fünfteiligen, grün lackierten Sprague-Thomson-Zügen befahren. Da sie mittelfristig nicht auf gummibereifte Fahrzeuge umgestellt werden sollte, kam ab 1979 die Baureihe MF 67 auf die Strecke, die ihre Vorgänger innerhalb von zwei Jahren vollständig ablöste. Seit 2008 kommen Serienfahrzeuge der Baureihe MF 01, seit 2011 ausschließlich, zum Einsatz.